# Heteromesus ctenobasius
Heteromesus ctenobasius là một loài chân đều trong họ Ischnomesidae. Loài này được Cunha & Wilson miêu tả khoa học năm 2006.